# Orthophytum conquistense
Orthophytum conquistense är en gräsväxtart som beskrevs av Elton Martinez Carvalho Leme och M.Machado. Orthophytum conquistense ingår i släktet Orthophytum och familjen Bromeliaceae. Inga underarter finns listade i Catalogue of Life.